# Сивицкий, Иосиф Францевич
Иосиф Францевич Сивицкий (1870—1949) — русский военный деятель, полковник (1915). Герой Первой мировой войны.

## Биография
На службе с 1889 года после окончания Сибирского кадетского корпуса. В 1890 году после окончания в Павловского военного училища был произведён в подпоручики и определён в 5-ю резервную артиллерийскую бригаду. В 1894 году произведён в поручики, в 1897 году в штабс-капитаны, в 1901 году в капитаны. С 1904 году участвовал в Русско-японской войны. В 1910 году произведён в подполковники и назначен командиром батареи 48-й артиллерийской бригады.
С 1911 года командир 2-й батареи, с 1915 года командир 2-го дивизиона 15-й артиллерийской бригады, с 1914 года участник Первой мировой войны в составе этой бригады. В 1915 году «за отличие» произведён в полковники. 9 сентября 1915 года «за храбрость» был награждён орденом Святого Георгия 4-й степени.
После октября 1917 года в эмиграции во Франции. Умер 9 ноября 1949 года в Ницце, похоронен на кладбище Кокад.

## Награды
- Орден Святой Анны 3-й степени (1906; Мечи и бант к ордену — ВП 19.07.1916)
- Орден Святого Станислава 2-й степени (1910; Мечи к ордену — ВП 19.02.1915)
- Орден Святого Владимира 4-й степени с мечами и бантом (ВП 19.02.1915)
- Орден Святой Анны 2-й степени с мечами (ВП 19.02.1915)
- Орден Святого Георгия 4-й степени (ВП 09.09.1915)
- Орден Святого Владимира 3-й степени с мечами (ВП 06.09.1916)